# Overture of the Wicked
Overture of the Wicked è un EP del gruppo musicale statunitense Iced Earth, pubblicato nel 2007.

## Tracce
Tutte le tracce sono state scritte e composte da Jon Schaffer.

1. Ten Thousand Strong – 3:54
2. Prophecy – 6:00
3. Birth of the Wicked – 4:31
4. The Coming Curse – 8:00

## Formazione
- Jon Schaffer – chitarra, basso, cori
- Tim Owens – voce
- Tim Mills – chitarra
- Brent Smedley – batteria